# Рича
Рича (пол. Rycza) — село в Польщі, у гміні Новодвур Рицького повіту Люблінського воєводства.
Населення — 176 осіб (2011).

## Демографія
Демографічна структура станом на 31 березня 2011 року:
|          | Загалом | Допрацездатний вік | Працездатний вік | Постпрацездатний вік |
| -------- | ------- | ------------------ | ---------------- | -------------------- |
| Чоловіки | 89      | 27                 | 56               | 6                    |
| Жінки    | 87      | 20                 | 51               | 16                   |
| Разом    | 176     | 47                 | 107              | 22                   |